# Нилс Бор
Нилс Хенрик Давид Бор (дан. Niels Henrik David Bohr; Копенхаген, 7. октобар 1885 — Копенхаген, 18. новембар 1962) био је дански физичар. Један је од најистакнутијих научника 20. века. Зачетник је савремене атомистике.
Завршио је универзитет и докторирао у Копенхагену, а затим је 1911. године отишао у Манчестер. Тамо је са Ернестом Радерфордом изучавао структуру атома. После пет година рада у Енглеској, враћа се у Копенхаген и постаје директор данског Института за теоријску физику. Године 1922. добио је Нобелову награду за физику. Потом је низ година изучавао нуклеарну физику, а од 1939. године посебно је проучавао уран.
Када су 1940. године Немци окупирали Данску, Бор је избегао у САД где је учествовао у истраживањима која су касније омогућила израду прве нуклеарне бомбе.
По завршетку Другог светског рата, Бор се вратио у Копенхаген где је изабран за председника Данске академије наука. Заузимао се за ограничење нуклеарног наоружања и забрану коришћења атомских бомби.

## Доприноси физици
- Модел атома
- Принцип кореспонденције
- Копенхагенска интерпретација квантне механике.
- Принцип комплементарности: појава може бити посебно анализирана као да има неколико контрадикторних особина на пример, таласно-честични дуализам.